# Shlomo Koren
Shlomo Koren (Keulen, 3 september 1932 - Amsterdam,	16 november 2013) is een Israëlische beeldhouwer en schilder.

## Leven en werk
Koren werd in 1932 geboren in Keulen, maar ontvluchtte met zijn ouders Duitsland in 1936. Zij vestigden zich in het Brits mandaatgebied Palestina. Hij ontving tot 1959 zijn opleiding aan de Bezalel Kunstacademie in Jeruzalem. Thema in zijn abstracte en minimalistische werk is onthechting. Zelf voelt hij verwantschap met het werk en de thema's van de beeldhouwers Micha Ullman en Joel Shapiro.
De kunstenaar reisde in 1960 met zijn echtgenote naar Europa en besloot in Amsterdam te blijven. In 2011 neemt hij deel aan de internationale beeldenexpositie ArtZuid in Amsterdam met het werk Hommage to the Architecture.

## Werken (selectie)

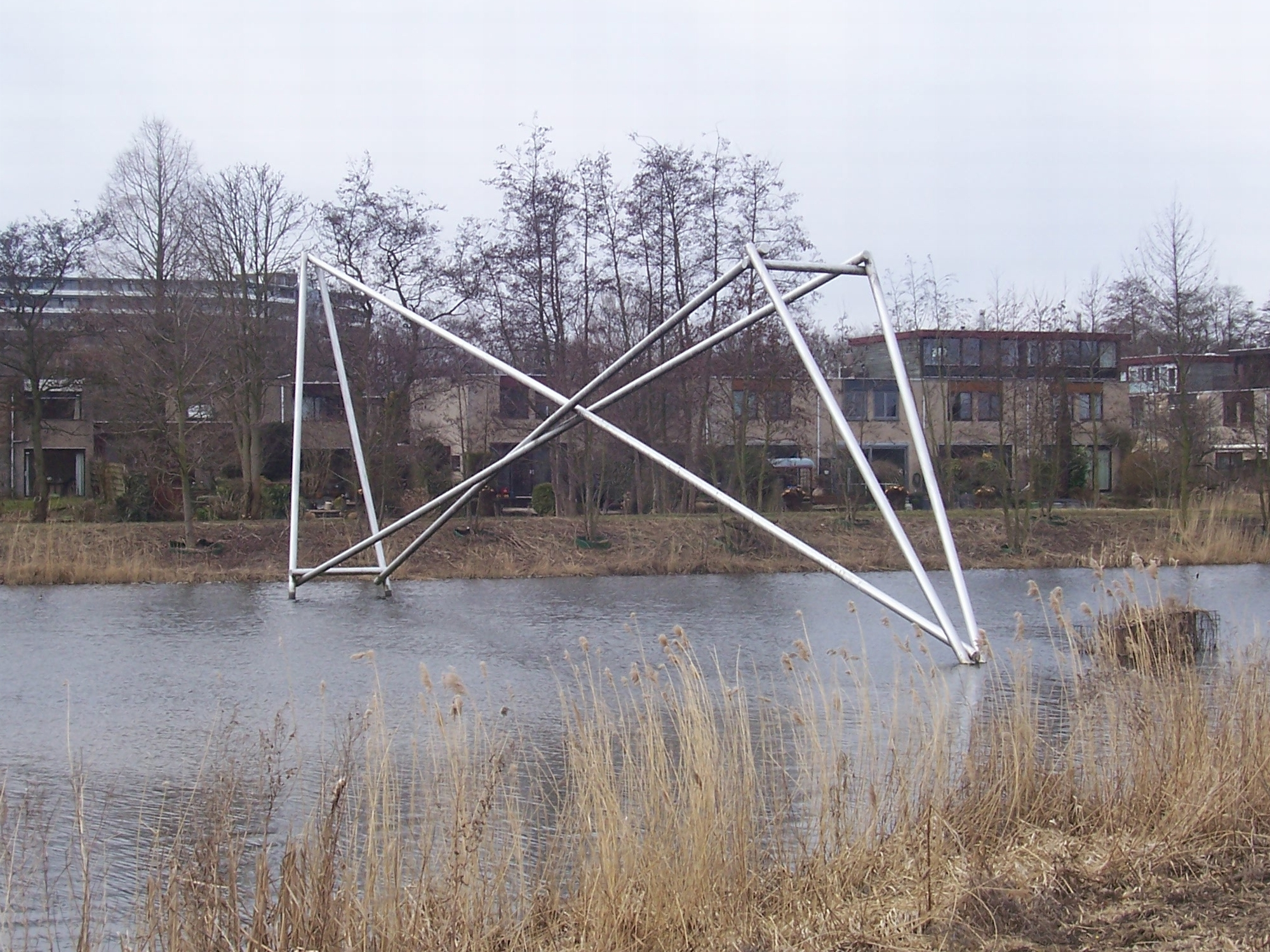
Constructie, Nelson Mandelapark (2013)

- Cylinder in Space (1972), Billy Rose Art Garden in Jeruzalem
- Two frames (circa 1975), vanaf 1982 Churchill-laan in Amsterdam
- Constructie (1976), Bijlmerpark in Amsterdam
- Tension pieces (1977), Station Amsterdam Holendrecht, Amsterdam
- Bow Form (1984), Sculpture in Haverford, Haverford College in Haverford (Pennsylvania)
- Shelter (1993), Laanderstraat in Heerlen
- Labyrint (1994) - land art-project, naast het Twentekanaal ten westen van Lochem[1]
- Henriette Herz Park (2005)[2] - land art-project, Potsdamerplatz in Berlijn
- Growing X was een natuurlijk kunstwerk in het Rembrandtpark in Amsterdam-West; het bestond uit een dubbele rij bomen langs een laagte in het grasland; bedoeling was dat de bomen in een X-vorm verder groeiden; het natuurlijk kunstwerk werd echter gerooid.